# Sada Thompson
Sada Carolyn Thompson (Des Moines, 27 settembre 1927 – Danbury, 4 maggio 2011) è stata un'attrice statunitense; attiva in campo televisivo, teatrale e cinematografico, vincitrice di un Emmy Award per la miglior attrice in una serie drammatica e un Tony Award alla miglior attrice protagonista in uno spettacolo.

## Filmografia parziale

### Cinema
- Desperate Characters, regia di Frank D. Gilroy (1971)
- Pollock, regia di Ed Harris (2000)

### Televisione
- The Nurses – serie TV, episodio 2x07 (1963)
- In casa Lawrence (Family) – serie TV, 86 episodi (1976-1980)
- Marco Polo – miniserie TV, 8 episodi (1982)
- American Playhouse – serie TV, 4 episodi (1982-1984)
- Love Boat (The Love Boat) – serie TV, 2 episodi (1986)
- Le inchieste di Padre Dowling (Father Dowling Mysteries) – serie TV, 1 episodio (1987)
- Cin Cin (Cheers) – serie TV, 1 episodio (1991)
- Law & Order - I due volti della giustizia (Law & Order) – serie TV, 1 episodio (1995)
- Any Mother's Son, regia di David Burton Morri – film TV (1997)

## Doppiatrici italiane
Nelle versioni in italiano delle opere in cui ha recitato, Sada Thompson è stato doppiata da:
- Deddi Savagnone in Marco Polo

## Premi e riconoscimenti
- Primetime Emmy Awards
  - 1978 - Migliore attrice protagonista in una serie drammatica - In casa Lawrence (Family)